# Periegops
Periegops is een geslacht van spinnen uit de familie Periegopidae.

## Soorten
- Periegops australia Forster, 1995
- Periegops suteri (Urquhart, 1892)